# So-Lo
So-Lo è un album in studio del musicista statunitense Danny Elfman e del suo gruppo musicale Oingo Boingo, pubblicato nel 1984.

## Tracce
Testi e musiche di Danny Elfman.
1. Gratitude – 5:11
2. Cool City – 3:26
3. Go Away – 4:00
4. Sucker for Mystery – 5:15
5. It Only Makes Me Laugh – 4:03
6. The Last Time – 4:07
7. Tough as Nails – 4:35
8. Lightning – 3:44
9. Everybody Needs – 3:50